# Franz Alexander Maschke
Franz Alexander Maschke (* 7. September 1844 in Jöhstadt; † 23. August 1923 in Chemnitz) war ein deutscher konservativer Politiker.

## Leben und Wirken
Maschke stammt aus der erzgebirgischen Kleinstadt Jöhstadt. Er war mit Bertha geb. Schiefer (1845–1918) verheiratet. Maschke war bis zur Eingemeindung von Gablenz nach Chemnitz im Jahr 1900 Gemeindevorstand der Gemeinde. Anschließend übernahm er das Amt des Oberstadtsekretärs von Chemnitz. Als Vertreter des 30. ländlichen Wahlkreises gehörte er von 1897 bis 1903 der II. Kammer des Sächsischen Landtags an. Dabei fungierte er von 1900 bis zu seinem Ausscheiden aus dem Landtag als stellvertretender 2. Sekretär der Kammer.